# Pedro Munitis
Pedro Manuel Munitis Álvarez (Santander, 19 de junho de 1975) é um treinador e ex-futebolista espanhol que atuava como atacante. Atualmente está sem clube.

## Carreira
Um dos maiores ídolos da história do Racing de Santander, Munitis também defendeu a Seleção Espanhola e fez parte do elenco que disputou a Eurocopa de 2000.

## Títulos
Real Madrid
- La Liga: 2000–01
- Liga dos Campeões da UEFA: 2001–02